# Marathon van Parijs 2013

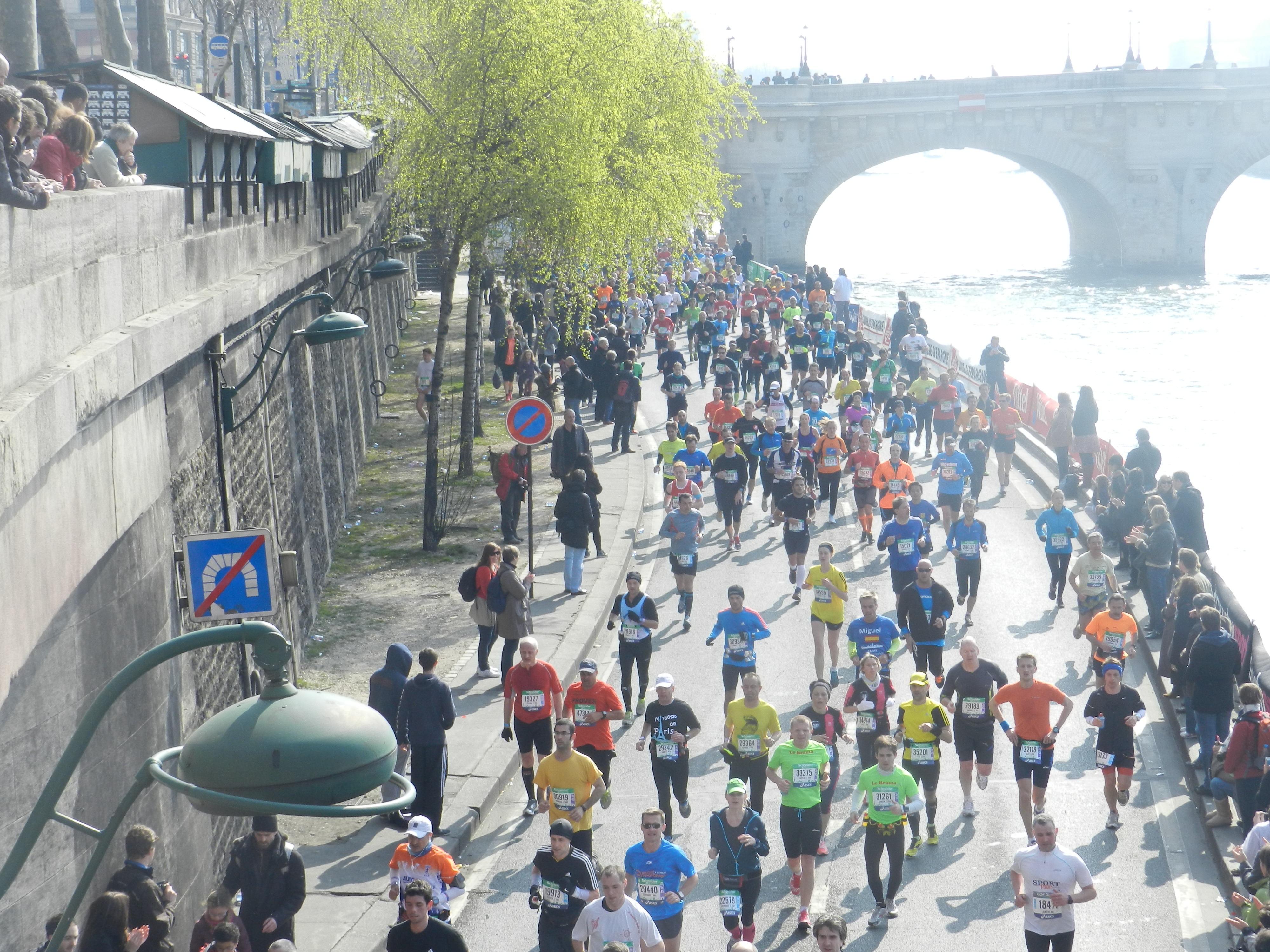
Foto genomen bij Pont Neuf tijdens de wedstrijd.

De marathon van Parijs 2013 werd gelopen op zondag 7 april 2013. Het was de 37e editie van deze marathon.
De overwinning bij de mannen ging naar de Keniaan Peter Some. Met een tijd van 2:05.38 miste hij het parcoursrecord op een kleine halve minuut. Wel verbeterde hij met deze tijd zijn persoonlijk record. De Ethiopische Feyse Tadese won de wedstrijd bij de vrouwen in 2:21.05. Zij slaagde er wel in om met haar tijd het parcoursrecord van 2:21.40 uit de boeken te lopen.
In totaal finishten 38.690 lopers de wedstrijd, waarvan 30779 mannen en 7911 vrouwen.

## Uitslagen

### Mannen
| rang   | naam                         | land | tijd    |
| ------ | ---------------------------- | ---- | ------- |
| Goud   | Peter Some                   | KEN  | 2:05.38 |
| Zilver | Tadese Tola                  | ETH  | 2:06.33 |
| Brons  | Eric Ndiema                  | KEN  | 2:06.34 |
| 4      | Megeresa Bacha               | ETH  | 2:06.56 |
| 5      | Philip Sanga                 | KEN  | 2:06.57 |
| 6      | Sylvester Teimet             | KEN  | 2:08.15 |
| 7      | Sahle Warga                  | ETH  | 2:08.19 |
| 8      | Abraham Girma                | ETH  | 2:08.20 |
| 9      | Gezahegne Alemayehu          | ETH  | 2:09.57 |
| 10     | Gilbert Masai                | KEN  | 2:10.27 |
| 11     | Laban Wanjiku                | KEN  | 2:11.10 |
| 12     | Mohamed Bilal                | MAR  | 2:11.11 |
| 13     | Benjamin Malaty              | FRA  | 2:12.00 |
| 14     | Workneh Tiruneh              | ETH  | 2:12.08 |
| 15     | Abdellatif Meftah            | FRA  | 2:12.25 |
| 16     | Guteta Senbeto               | ETH  | 2:13.57 |
| 17     | Jeffrey Eggleston            | USA  | 2:14.57 |
| 18     | Igor Olefirenko              | UKR  | 2:15.10 |
| 19     | Atsushi Hasegawa             | JPN  | 2:15.25 |
| 20     | Yannick Dupouy               | FRA  | 2:16.10 |
| 21     | Ryoichi Matsuo               | JPN  | 2:16.28 |
| 22     | Mariano-Nicolas Mastromarino | ARG  | 2:17.23 |
| 23     | Tura Kumbi                   | ETH  | 2:18.01 |
| 24     | Kelil Tola                   | ETH  | 2:19.27 |
| 25     | Naoki Yamashita              | JPN  | 2:21.02 |

### Vrouwen
| rang   | naam                    | land | tijd    |
| ------ | ----------------------- | ---- | ------- |
| Goud   | Feyse Tadese            | ETH  | 2:21.05 |
| Zilver | Merima Mohammed         | ETH  | 2:23.14 |
| Brons  | Eunice Kirwa            | KEN  | 2:23.34 |
| 4      | Dinknesh Tefera         | ETH  | 2:25.09 |
| 5      | Agnes Kiprop            | KEN  | 2:25.22 |
| 6      | Fantu Eticha            | ETH  | 2:28.03 |
| 7      | Amane Gobena            | ETH  | 2:29.36 |
| 8      | Shitaye Bedaso          | ETH  | 2:34.40 |
| 9      | Carmen Oliveras         | FRA  | 2:35.57 |
| 10     | Aline Camboulives       | FRA  | 2:36.44 |
| 11     | Abeba Gebremeskel       | ETH  | 2:36.47 |
| 12     | Kikuyo Tsuzaki          | JPN  | 2:36.57 |
| 13     | Karine Pasquier         | FRA  | 2:37.22 |
| 14     | Jane Fardell            | AUS  | 2:37.35 |
| 15     | Kalliopi Astropekaki    | GRE  | 2:38.27 |
| 16     | Corinne Herbreteau      | FRA  | 2:38.57 |
| 17     | Evelin Talts            | EST  | 2:41.54 |
| 18     | Zenash Gezmu            | ETH  | 2:43.36 |
| 19     | Alexandra Blake         | USA  | 2:46.06 |
| 20     | Kukka-Maaria Mustonen   | FIN  | 2:48.00 |
| 21     | Yuki Ogawa              | JPN  | 2:48.12 |
| 23     | Timea-Krisztina Merenyi | HUN  | 2:51.43 |
| 24     | Isabelle Piller         | SUI  | 2:52.55 |

1976 ·
1977 ·
1978 ·
1979 ·
1980 ·
1981 ·
1982 ·
1983 ·
1984 ·
1985 ·
1986 ·
1987 ·
1988 ·
1989 ·
1990 ·
1991 ·
1992 ·
1993 ·
1994 ·
1995 ·
1996 ·
1997 ·
1998 ·
1999 ·
2000 ·
2001 ·
2002 ·
2003 ·
2004 ·
2005 ·
2006 ·
2007 ·
2008 ·
2009 ·
2010 ·
2011 · 
2012 · 
2013 ·
2014 ·
2015 ·
2016 ·
2017